# カタリナ・クリスト
カタリナ・クリスト（Katarina Krišto 2002年3月20日- ）はクロアチア出身の柔道選手。階級は63kg級。

## 経歴
2019年の ヨーロッパユースオリンピックフェスティバルで2位になるも、世界カデでは3位だった。2021年のヨーロッパジュニアでは優勝したが、世界ジュニアでは3位だった。2023年のグランプリ・ドゥシャンベでIJFワールド柔道ツアー初優勝を飾った。2024年のグランドスラム・パリでは2位だったが、グランドスラム・アスタナで優勝した。パリオリンピックでは伏兵ながら3回戦で高市未来を破るなどして準決勝まで勝ち上がるも、メキシコのプリスカ・アウィティ・アルカラスに敗れた。3位決定戦ではコソボのラウラ・ファズリウを技ありで一旦は破ったかに思われたが、足を掴んでいたために指導3が与えられて反則負けとなり5位に終わった。
IJF世界ランキングは3673ポイント獲得で12位(24/7/22現在)。

## 主な戦績
- 2019年 - ヨーロッパユースオリンピックフェスティバル　2位
- 2019年 - 世界カデ　3位
- 2021年 - ヨーロッパジュニア　優勝
- 2021年 - 世界ジュニア　3位
- 2022年 - 世界ジュニア　5位
- 2023年 - グランプリ・ドゥシャンベ　優勝
- 2024年 - グランドスラム・パリ　2位
- 2024年 - グランドスラム・アンタルヤ　3位
- 2024年 - ヨーロッパ選手権　5位
- 2024年 - グランドスラム・アスタナ　優勝
- 2024年 - パリオリンピック　5位

(出典、JudoInside.com)